# Tengwesta Quendion
Tengwesta Quendion es el segundo lanzamiento de la banda argentina Tengwar. Fue grabado en The Bear's Cave Studio durante junio, julio, agosto y febrero de 2008 por Nicolás Pérez, excepto las baterías grabadas en La Nave de Oseberg (pistas 1 a 4) en marzo de 2008 (Jorge Perini) y estudio La Pepa (pista 5) en febrero (Alejandro de Catarina), producido por la banda y publicado y distribuido por el sello propio Anglarond Records. Se puede descargar gratuitamente desde la página web de la banda.

## Lista de temas
1. Tengwar (6:05)[7]
2. Bear Skin (3:50)
3. Namárië (3:44)[8]
4. Trotto (2:29)
5. Visions of Mortality (versión de Celtic Frost) (4:51)

## Integrantes
- Thorvi Fairstone: voz & laúd lusitano
- Khâli Stormpipe: gaitas gallegas
- Graëwyn Windspel: flautas dulces y thin whistles
- Feredur Pathlord: violín
- Pekhor: Guitarras, mandolina & bouzouki
- Nighurath Bearskin: Guitarras & voces guturales
- Tryzwen Darkaxe: bajo
- Ferin Hammerhand: batería & percusión

### Coros
- Halatir Stronghelm (director coral)
- Martië
- Beldan
- Ragan
- Lian Gerbino
- Mauruk
- Thorvi Fairstone

### Músicos invitados
- Xandru Reguera: guitarra acústica Dadgad
- Paula Espinosa: acordeón
- Ferry Killian: Bodhrán
- Patricio Camino: tambor gallego